# Elexorien
Elexorien es una banda musical de power metal, de Groningen, Holanda.
Elexorien presenta una mezcla de Power y Viking Metal con gruñidos y voces femeninas de formación clásica, contando  además, con influencias de Folk, Black y Death metal. La banda define su sonido como "Epic Metal Battle".

## Historia de la banda
Fundada en 2004 por Lainedil (guitarrista, gruñidos), Grimbert (teclado), Liza (bajo) y Joris (batería). Su primer nombre fue Tearful Dawn. Tiempo después, modificaron su nombre a Elexorien. 
En 2005 se les unió por el INE Wolve vocalista y guitarrista. Con estas incorporaciones terminaron sus line-up y comenzaron a formar parte de conciertos en Holanda, siendo el soporte de bandas como Ensiferum, Asfixia y Korpiklaani.
A comienzos del 2008, la banda anunció que el baterista Joris abandonaría el grupo, puesto que quería dedicarse a estilos musicales  diferentes. Permaneció con la banda algunos conciertos más, para que tuvieran tiempo suficiente de encontrar un reemplazo. En julio, encontraron a Merlijn Poolman, quien pasó a ser el baterista.
Rising the storm
En mayo de 2005, se grabó y promocionó "Rising of the Storm". Acto seguido, se creó el álbum debut, lanzado el 13 de abril de 2007.
For Those Who Remain
En noviembre de 2008, la banda anunció que comenzaría a grabar un EP llamado "For Those Who Remain". Este EP incluye un tema inédito que también se presentaría en su próximo álbum. El 21 de diciembre de 2008, el DVD Hard as Iron fue lanzado por su sello Trollzorn.
En enero del 2009, la banda anunció que acababa de grabar su canción "For Those Who Remain" por su página de MySpace, y que tenían una próxima gira prevista para finales de 2009 en América del Sur junto con God Dethroned.

## Miembros de la banda

### Alineación actual
- INE - Vocals (2005 - presente)
- Lainedil - gruñe, Guitarra (2004 - presente)
- Wolve - Guitar (2005 - presente)
- Liza - Bass (2004 - presente)
- Grimbert - Teclado (2004 - presente)
- Merlijn - Batería (2008 - presente)

### Antiguos miembros
- Joris - Batería (2004 - 2008)

## Discografía
- Elexorien (álbum) (2007)

Promo
- Rising Of The Storm (2005)